# Mike Scott (homme politique)
Pour les articles homonymes, voir Mike Scott (homonymie) et Scott.
Michael G. Scott (né le 18 avril 1954) est un homme politique canadien de la Colombie-Britannique. Il est député fédéral réformiste et allianciste de la circonscription britanno-colombienne de Skeena de 1993 à 2000. 

## Biographie
Né à Woodstock en Ontario, Scott entame une carrière publique par son élection en 1993. Réélu en 1997, il siège à la Chambre des communes du Canada jusqu'en 2000 puisqu'il ne se représente pas lors de l'élection de 2000.
Il tente un retour en tant que candidat conservateur en 2006 dans Skeena—Bulkley Valley, mais il est défait par le député sortant néo-démocrate Nathan Cullen.